# Zlatan
Zlatan (på serbiska och bulgariska Златан, från sydslaviskans "zlato" vilket betyder "guld") är ett manligt förnamn av slaviskt ursprung, vanligt på Balkanhalvön. Namnet är speciellt vanligt i Bosnien då det är etniskt neutralt; det vill säga att det delas av bosniaker, serber och kroater. I Ungern förekommer namnet lånat som Zoltán.
Smeknamn till Zlatan är "Zlaja". Även namnformen Zlatko är vanlig. Den feminina namnformen är Zlata eller Zlatka, och är vanlig bland kvinnor från Bosnien och Bulgarien. 

## Personer med namnet Zlatan

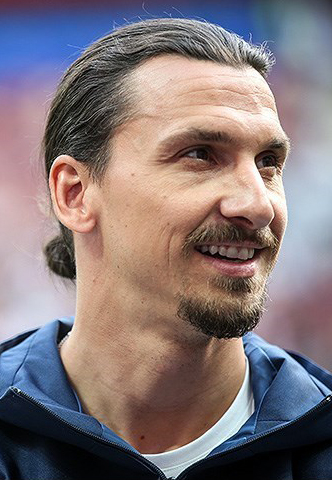
Svenske fotbollsspelaren Zlatan Ibrahimović, med en far från Bosnien och Hercegovina samt en mor från Kroatien.

- Zlatan Azinović, svensk fotbollsspelare
- Zlatan Bajramović, bosnisk fotbollsspelare
- Zlatan Čehić, musiker i bandet Divlje Jagode
- Zlatan Ibrahimović, svensk fotbollsspelare
- Zlatan Ljubijankič, slovensk fotbollsspelare
- Zlatan Muslimović, bosnisk fotbollsspelare (bosniskt och svenskt medborgarskap)
- Zlatan Nalić, fotbollsspelare från forna Jugoslavien, fotbollstränare
- Zlatan Stipišić, kroatisk sångare och musiker

## Personer med namnet Zlatko
- Zlatko Jakuš, kroatisk frimärksgravör
- Zlatko Jankov, bulgarisk fotbollsspelare
- Zlatko Vuletić, serbisk-norsk artist
- Zlatko Zahovič, slovensk fotbollsspelare
- Zlatko Dalić, kroatisk fotbollstränare

## Personer med namnet Zoltan
- Zoltan Bajkai, svensk skådespelare
- Zoltán Czibor, ungersk fotbollsspelare
- Zoltán Gera, ungersk fotbollsspelare
- Zoltán Kodály, ungersk tonsättare
- Zoltán Kövágó, ungersk friidrottare
- Zoltán Mechlovits, ungersk bordtennisspelare
- Zoltan Pluto, tidigare keyboardist i metalbandet HIM
- Zoltán Szilágyi, ungersk mungigesmed
- Zoltán Tildy, ungersk politiker